# Sicarius peruensis
Sicarius peruensis är en spindelart som först beskrevs av Eugen von Keyserling 1880.  Sicarius peruensis ingår i släktet Sicarius och familjen Sicariidae.
Artens utbredningsområde är Peru. Inga underarter finns listade i Catalogue of Life.